# Caluromys derbianus
Caluromys derbianus là một loài động vật có vú trong họ Didelphidae, bộ Didelphimorphia. Loài này được Waterhouse mô tả năm 1841.

## Hình ảnh

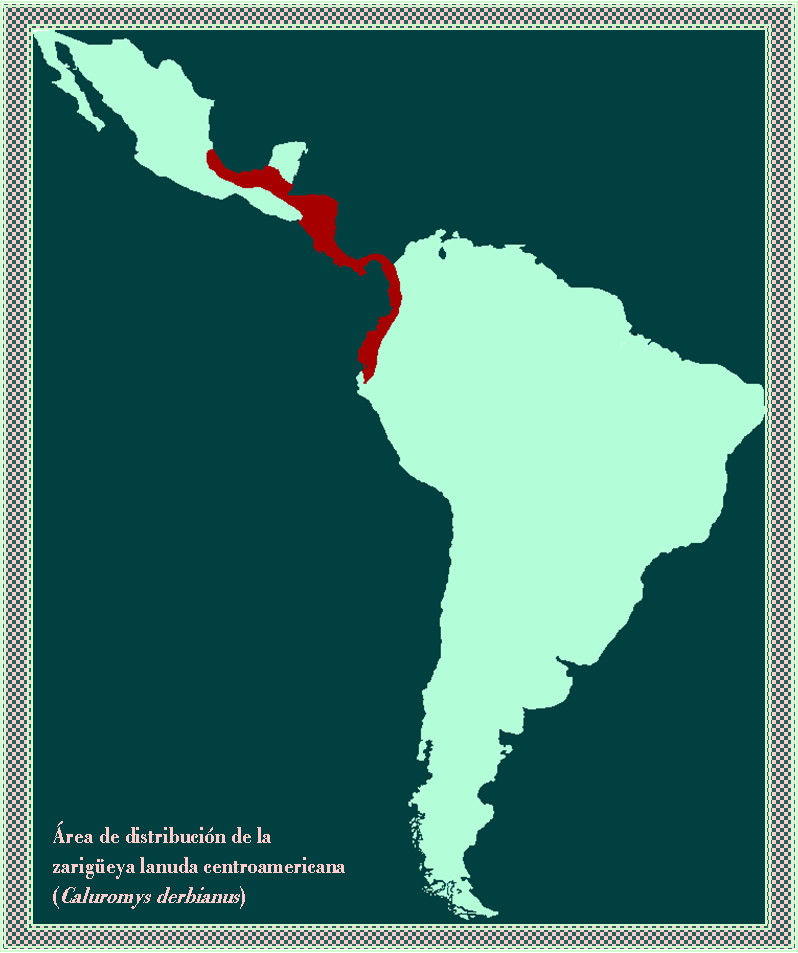